# Christoph Steegmans
Christoph Steegmans (* 10. April 1971 in Essen) ist ein deutscher Jurist und politischer Beamter. Von 2011 bis 2013 war er Sprecher des Bundesministeriums für Familie, Senioren, Frauen und Jugend.

## Leben
Nach dem Abitur in Essen 1990 studierte Steegmans in Bonn und Berlin Geschichte, Politische Wissenschaft und Staatsrecht und schloss 1995 als Magister ab. 1999 wurde er in Bonn zum Dr. phil promoviert.
Neben dem Studium arbeitete Steegmans als freier Mitarbeiter unter anderem bei der Neuen Ruhr-Zeitung und beim Bonner General-Anzeiger. 1996–1997 folgte eine Mitarbeit im Abgeordnetenbüro von Guido Westerwelle. 1999–2001 war er Pressereferent des FDP-Generalsekretärs und 2001–2006 stellvertretender Sprecher der FDP. 2006 wurde er zum Pressesprecher und Leiter der Pressestelle der FDP-Bundestagsfraktion bestellt.
Von Oktober 2009 bis Anfang September 2011 war er stellvertretender Sprecher der Bundesregierung und stellvertretender Leiter des Presse- und Informationsamtes der Bundesregierung.
Seit dem 12. September 2011 war er Sprecher des Bundesministeriums für Familie, Senioren, Frauen und Jugend unter Ministerin Kristina Schröder. Von dieser Position wechselte er zum Jahresanfang 2014 im gleichen Ministerium auf die Stelle als Unterabteilungsleiter für Engagementpolitik.
Steegmans ist verheiratet und hat zwei Kinder.

## Schriften
- Die finanziellen Folgen der Rheinland- und Ruhrbesetzung 1918–1930 (= Beiträge zur Wirtschafts- und Sozialgeschichte. Nr. 89). Steiner, Stuttgart 1999, ISBN 3-515-07627-1 (Zugl.: Bonn, Univ., Diss., 1999).